# Saison 2021-2022 de l'Aviron bayonnais rugby pro
Cette page présente la saison 2021-2022 de l'Aviron bayonnais rugby pro en Pro D2.

## Entraîneurs
- Yannick Bru : manager général
- Joël Rey : entraîneur des avants
- Ludovic Loustau : préparateur physique en chef
- Éric Artiguste : consultant

## Effectif
| Nom                     | Poste            | Naissance          | Nationalité sportive | Sélections (points marqués) | Dernier club                 | Arrivée au club (année) |
| ----------------------- | ---------------- | ------------------ | -------------------- | --------------------------- | ---------------------------- | ----------------------- |
| Ugo Boniface            | Pilier           | 21 juillet 1998    | France               | -                           | Formé au club                | 2017                    |
| Swan Cormenier          | Pilier           | 18 janvier 1996    | France               | -                           | Sporting Club Albigeois      | 2019                    |
| Jean-Baptiste de Clercq | Pilier           | 23 février 1994    | Belgique             |                             | FC Oloron                    | 2019                    |
| Alexandre Lalanne       | Pilier           | 5 février 2000     | France               | -                           | Stade montois                | 2021                    |
| Luc Mousset             | Pilier           | 3 avril 1994       | France               | -                           | Stade rochelais              | 2018                    |
| Matis Perchaud          | Pilier           | 17 septembre 2002  | France               | -                           | Formé au club                | 2020                    |
| Chris Talakai           | Pilier           | 26 juin 1994       | Australie            |                             | New South Wales Waratahs     | 2021                    |
| Luka Tchelidze          | Pilier           | 1er août 2000      | Géorgie              |                             | RC Toulon                    | 2021                    |
| Maxime Delonca          | Talonneur        | 29 avril 1988      | France               | -                           | US Dax                       | 2018                    |
| John Ulugia             | Talonneur        | 17 janvier 1986    | Australie            |                             | ASM Clermont                 | 2020                    |
| Torsten van Jaarsveld   | Talonneur        | 30 juin 1987       | Namibie              |                             | Cheetahs Free State Cheetahs | 2018                    |
| Mariano Galarza         | Deuxième ligne   | 11 décembre 1986   | Argentine            |                             | Union Bordeaux Bègles        | 2019                    |
| Matthew Luamanu         | Deuxième ligne   | 25 novembre 1988   | Samoa                |                             | Harlequin Football Club      | 2019                    |
| Denis Marchois          | Deuxième ligne   | 5 février 1994     | France               |                             | Section paloise              | 2021                    |
| Konstantin Mikautadze   | Deuxième ligne   | 1er juillet 1991   | Géorgie              |                             | Montpellier HR               | 2020                    |
| Bastien Bergounioux     | Troisième ligne  | 18 juin 1996       | France               | -                           | Formé au club                | 2018                    |
| Jean Monribot           | Troisième ligne  | 11 octobre 1987    | France               | -                           | RC Toulon                    | 2019                    |
| Asier Usarraga          | Troisième ligne  | 31 décembre 1994   | Espagne              |                             | Biarritz olympique           | 2020                    |
| Baptiste Heguy          | Troisième ligne  | 11 mai 1998        | France               | -                           | Formé au club                | 2017                    |
| Filimo Taofifenua       | Troisième ligne  | 15 octobre 1993    | France               | -                           | US Dax                       | 2018                    |
| Uzair Cassiem           | Troisième ligne  | 17 mars 1990       | Afrique du Sud       |                             | Scarlets                     | 2021                    |
| Guillaume Rouet         | Demi de mêlée    | 13 août 1988       | Espagne              |                             | Formé au club                | 2012                    |
| Michael Ruru            | Demi de mêlée    | 3 décembre 1990    | Nouvelle-Zélande     | -                           | Melbourne Rebels             | 2019                    |
| Hugo Zabalza            | Demi de mêlée    | 12 avril 2000      | France               | -                           | Formé au club                | 2019                    |
| Shaun Venter            | Demi de mêlée    | 16 mars 1987       | Afrique du Sud       |                             | Ospreys                      | 2021                    |
| Thomas Dolhagaray       | Demi d'ouverture | 21 mai 2000        | France               | -                           | Formé au club                | 2019                    |
| Maxime Lafage           | Demi d'ouverture | 1er septembre 1994 | France               | -                           | Stade rochelais              | 2019                    |
| Manuel Ordas            | Demi d'ouverture | 21 février 1998    | Espagne              |                             | Formé au club                | 2017                    |
| Théo Costossèque        | Centre           | 20 avril 2000      | France               | -                           | Racing 92                    | 2021                    |
| Yan Lestrade            | Centre           | 21 mars 1997       | France               | -                           | Formé au club                | 2017                    |
| Peyo Muscarditz         | Centre           | 2 janvier 1996     | France               | -                           | Formé au club                | 2016                    |
| Isaia Toeava            | Centre           | 15 janvier 1986    | Nouvelle-Zélande     |                             | RC Toulon                    | 2021                    |
| Yann David              | Centre           | 15 avril 1988      | France               |                             | Castres olympique            | 2021                    |
| Rémy Baget              | Ailier           | 27 juillet 1997    | France               | -                           | Stade Toulousain             | 2018                    |
| Arthur Duhau            | Ailier           | 9 août 1997        | France               | -                           | Formé au club                | 2017                    |
| Joe Ravouvou            | Ailier           | 21 mars 1991       | Nouvelle-Zélande     | à 7                         | Nouvelle-Zélande à 7         | 2020                    |
| Teiva Jacquelain        | Ailier           | 22 avril 1994      | France               | à 7                         | Stade montois                | 2021                    |
| Gaëtan Germain          | Arrière          | 2 juillet 1990     | France               |                             | FC Grenoble                  | 2020                    |
| Sireli Maqala           | Arrière          | 20 mars 2000       | Fidji                | à 7                         | Suva                         | 2021                    |

## Calendrier et résultats
| Date du match     | Domicile          | Extérieur         | Score (bonus) | Lieu du match                  | Diffusion TV  | Catégorie              | Classement |
| ----------------- | ----------------- | ----------------- | ------------- | ------------------------------ | ------------- | ---------------------- | ---------- |
| 26 août 2021      | Aviron bayonnais  | SU Agen           | (BO) 37 - 16  | Stade Jean-Dauger              | Canal+ Sport  | 01re journée de Pro D2 | 1          |
| 3 septembre 2021  | Stade aurillacois | Aviron bayonnais  | 20 - 28       | Stade Jean-Alric               | Rugby+        | 02e journée de Pro D2  | 2          |
| 10 mars 2021      | RC Vannes         | Aviron bayonnais  | 18 - 26       | Stade de la Rabine             | Canal+ Sport  | 03e journée de Pro D2  | 3          |
| 17 septembre 2021 | Aviron bayonnais  | USO Nevers        | 23 - 23       | Stade Jean-Dauger              | Canal+ Sport  | 04e journée de Pro D2  | 4          |
| 24 septembre 2021 | FC Grenoble       | Aviron bayonnais  | (BD) 13 - 18  | Stade des Alpes                | Canal+ Sport  | 05e journée de Pro D2  | 3          |
| 8 octobre 2021    | Aviron bayonnais  | AS Béziers        | 20 - 16 (BD)  | Stade Jean-Dauger              | Canal+ Sport  | 06e journée de Pro D2  | 3          |
| 14 octobre 2021   | Colomiers rugby   | Aviron bayonnais  | 27 - 26 (BD)  | Stade Michel-Bendichou         | Canal+ Sport  | 07e journée de Pro D2  | 4          |
| 22 octobre 2021   | Aviron bayonnais  | Provence rugby    | (BO) 47 - 19  | Stade Jean-Dauger              | Rugby+        | 08e journée de Pro D2  | 2          |
| 29 octobre 2021   | RC Narbonne       | Aviron bayonnais  | 9 - 35 (BO)   | Parc des sports et de l'amitié | Rugby+        | 09e journée de Pro D2  | 2          |
| 5 novembre 2021   | Aviron bayonnais  | Stade montois     | 14 - 33       | Stade Jean-Dauger              | Canal+ Sport  | 010e journée de Pro D2 | 3          |
| 18 novembre 2021  | Oyonnax rugby     | Aviron bayonnais  | 30 - 21       | Stade Charles-Mathon           | Canal+ Sport  | 011e journée de Pro D2 | 4          |
| 26 novembre 2021  | Aviron bayonnais  | US Carcassonne    | (BO) 25 - 14  | Stade Jean-Dauger              | Rugby+        | 012e journée de Pro D2 | 3          |
| 2 décembre 2021   | US bressane       | Aviron bayonnais  | 3 - 24        | Stade Marcel-Verchère          | Rugby+        | 013e journée de Pro D2 | 3          |
| 12 décembre 2021  | Aviron bayonnais  | US Montauban      | (BO) 41 - 24  | Stade Jean-Dauger              | Canal+ Décalé | 014e journée de Pro D2 | 3          |
| 17 décembre 2021  | Rouen NR          | Aviron bayonnais  | (BD) 27 - 28  | Stade Robert-Diochon           | Rugby+        | 015e journée de Pro D2 | 3          |
| 6 janvier 2022    | SU Agen           | Aviron bayonnais  | 16 - 16       | Stade Armandie                 | Canal+ Sport  | 016e journée de Pro D2 | 3          |
| 14 janvier 2022   | Aviron bayonnais  | Stade aurillacois | (BO) 31 - 6   | Stade Jean-Dauger              | Rugby+        | 017e journée de Pro D2 | 3          |
| 21 janvier 2022   | Aviron bayonnais  | FC Grenoble       | (BD) 35 - 37  | Stade Jean-Dauger              | Canal+ Sport  | 018e journée de Pro D2 | 3          |
| 28 janvier 2022   | USO Nevers        | Aviron bayonnais  | 13 - 41 (BO)  | Stade du Pré Fleuri            | Canal+ Sport  | 019e journée de Pro D2 | 3          |
| 11 février 2022   | Aviron bayonnais  | RC Narbonne       | (BO) 41 - 16  | Stade Jean-Dauger              | Rugby+        | 020e journée de Pro D2 | 3          |
| 18 février 2022   | AS Béziers        | Aviron bayonnais  | 35 - 14       | Stade Raoul-Barrière           | Rugby+        | 021e journée de Pro D2 | 3          |
| 24 février 2022   | Aviron bayonnais  | Colomiers rugby   | (BO) 37 - 10  | Stade Jean-Dauger              | Canal+ Sport  | 022e journée de Pro D2 | 2          |
| 3 mars 2022       | Provence rugby    | Aviron bayonnais  | 46 - 29       | Stade Maurice-David            | Canal+ Sport  | 023e journée de Pro D2 | 3          |
| 10 mars 2022      | Aviron bayonnais  | Oyonnax rugby     | (BO) 52 - 21  | Stade Jean-Dauger              | Canal+ Sport  | 024e journée de Pro D2 | 2          |
| 1er avril 2022    | Stade montois     | Aviron bayonnais  | 15 - 13 (BD)  | Stade André-et-Guy-Boniface    | Canal+ Sport  | 025e journée de Pro D2 | 3          |
| 8 avril 2022      | Aviron bayonnais  | US bressane       | 32 - 14       | Stade Jean-Dauger              | Rugby+        | 026e journée de Pro D2 | 2          |
| 14 avril 2022     | US Montauban      | Aviron bayonnais  | 23 - 33       | Stade Sapiac                   | Canal+ Sport  | 027e journée de Pro D2 | 2          |
| 21 avril 2022     | Aviron bayonnais  | RC Vannes         | 22 - 17 (BD)  | Stade Jean-Dauger              | Canal+ Sport  | 028e journée de Pro D2 | 2          |
| 5 mai 2022        | US Carcassonne    | Aviron bayonnais  | 33 - 28 (BD)  | Stade Albert-Domec             | Canal+ Sport  | 029e journée de Pro D2 | 2          |
| 12 mai 2022       | Aviron bayonnais  | Rouen NR          | (BO) 53 - 13  | Stade Jean-Dauger              | Rugby+        | 030e journée de Pro D2 | 2          |
| 29 mai 2022       | Aviron bayonnais  | Oyonnax rugby     | 32 - 20       | Stade Jean-Dauger              | Canal+        | Demi-finale de Pro D2  | Qualifié   |
| 5 juin 2022       | Stade montois     | Aviron bayonnais  | 20 - 49       | Stade Yves-du-Manoir           | Canal+        | Finale de Pro D2       | Champion   |

### Classement Pro D2
| Rang | Club               | J  | V  | N | D  | Bo | Bd | Pm  | Pe  | Diff | Pts |
| ---- | ------------------ | -- | -- | - | -- | -- | -- | --- | --- | ---- | --- |
| 1    | Stade montois      | 30 | 23 | 0 | 7  | 12 | 2  | 860 | 525 | +335 | 106 |
| 2    | Aviron bayonnais R | 30 | 20 | 2 | 8  | 12 | 4  | 890 | 607 | +283 | 100 |
| 3    | Oyonnax Rugby      | 30 | 20 | 1 | 9  | 10 | 4  | 910 | 534 | +376 | 96  |
| 4    | USON Nevers        | 30 | 16 | 2 | 12 | 9  | 5  | 759 | 611 | +148 | 82  |
| 5    | US Carcassonne     | 30 | 17 | 1 | 12 | 4  | 6  | 694 | 621 | +73  | 80  |
| 6    | Colomiers Rugby    | 30 | 18 | 0 | 12 | 2  | 4  | 639 | 595 | +44  | 78  |
| 7    | Provence Rugby     | 30 | 17 | 1 | 12 | 1  | 5  | 671 | 684 | -13  | 76  |
| 8    | US Montauban       | 30 | 14 | 2 | 14 | 3  | 5  | 671 | 758 | -87  | 68  |
| 9    | AS Béziers         | 30 | 13 | 1 | 16 | 2  | 8  | 619 | 634 | -15  | 64  |
| 10   | Stade aurillacois  | 30 | 14 | 0 | 16 | 1  | 5  | 550 | 720 | -170 | 62  |
| 11   | RC Vannes          | 30 | 12 | 2 | 16 | 4  | 5  | 655 | 623 | +32  | 61  |
| 12   | FC Grenoble        | 30 | 11 | 3 | 16 | 3  | 7  | 619 | 653 | -34  | 60  |
| 13   | SU Agen R          | 30 | 10 | 1 | 19 | 1  | 13 | 604 | 725 | -121 | 56  |
| 14   | Rouen NR           | 30 | 10 | 1 | 19 | 1  | 6  | 606 | 823 | -217 | 49  |
| 15   | US bressane P      | 30 | 9  | 3 | 18 | 1  | 3  | 607 | 844 | -237 | 46  |
| 16   | RC Narbonne P      | 30 | 5  | 2 | 23 | 0  | 8  | 544 | 941 | -397 | 32  |

## Statistiques

### Championnat de France
Meilleurs réalisateurs
| Rang | Joueur | Poste | Points | Essais | Transf. | Pén. | Drops |
| ---- | ------ | ----- | ------ | ------ | ------- | ---- | ----- |
| 1    | -      | -     | -      | -      | -       | -    | -     |
| 2    | -      | -     | -      | -      | -       | -    | -     |
| 3    | -      | -     | -      | -      | -       | -    | -     |

Meilleurs marqueurs
| Rang | Joueur | Poste | Essais |
| ---- | ------ | ----- | ------ |
| 1    | -      | -     | -      |
| 2    | -      | -     | -      |
| 3    | -      | -     | -      |
| 4    | -      | -     | -      |
| 5    | -      | -     | -      |